# Rejneke
Rejneke (ros. Рейнеке) – wyspa o powierzchni 4,6 km² w Zatoce Piotra Wielkiego na Morzu Japońskim, w pobliżu Władywostoku.
Na wyspie zamieszkują 23 osoby (2005 rok), istnieje tylko jedno osiedle. Na zachodzie wyspy znajdują się liczne lasy, wschodnia jest pokryta przez łąki. Miejsce wypoczynkowe dla mieszkańców Władywostoku, połączenie promowe ze stałym lądem.
Nazwana na cześć wiceadmirała Michaiła Rejneke.

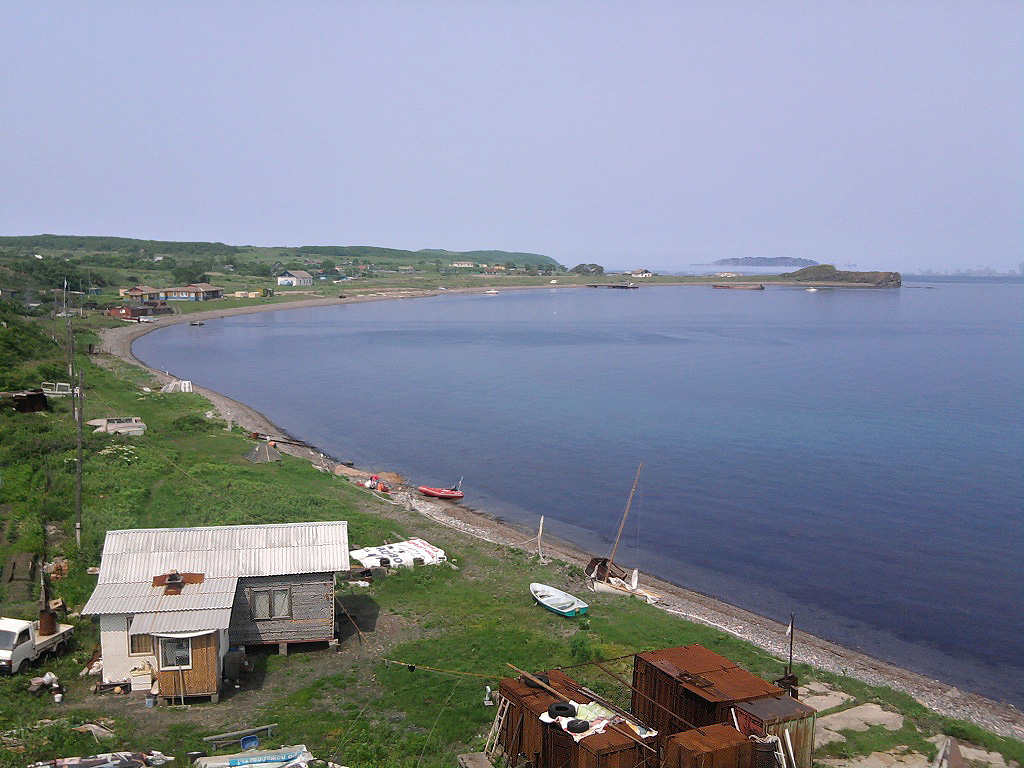
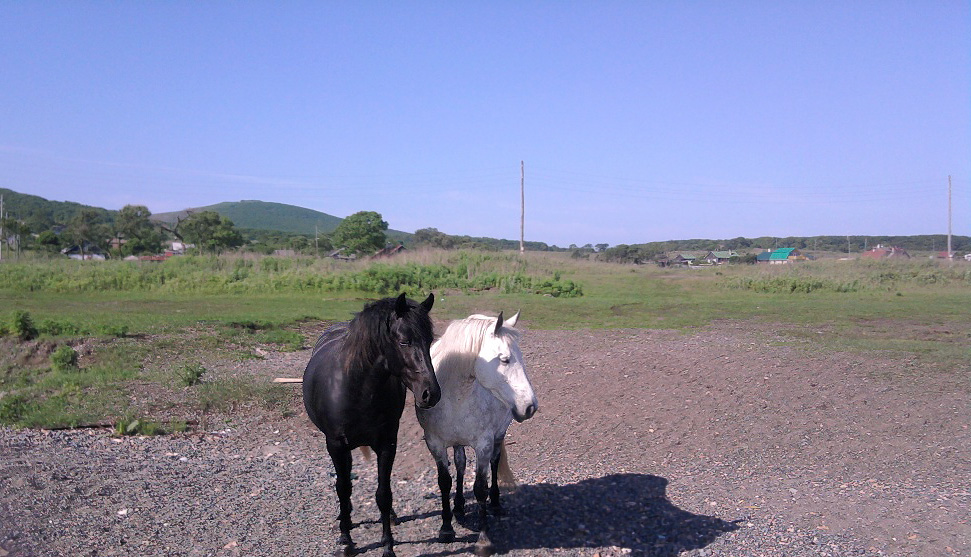
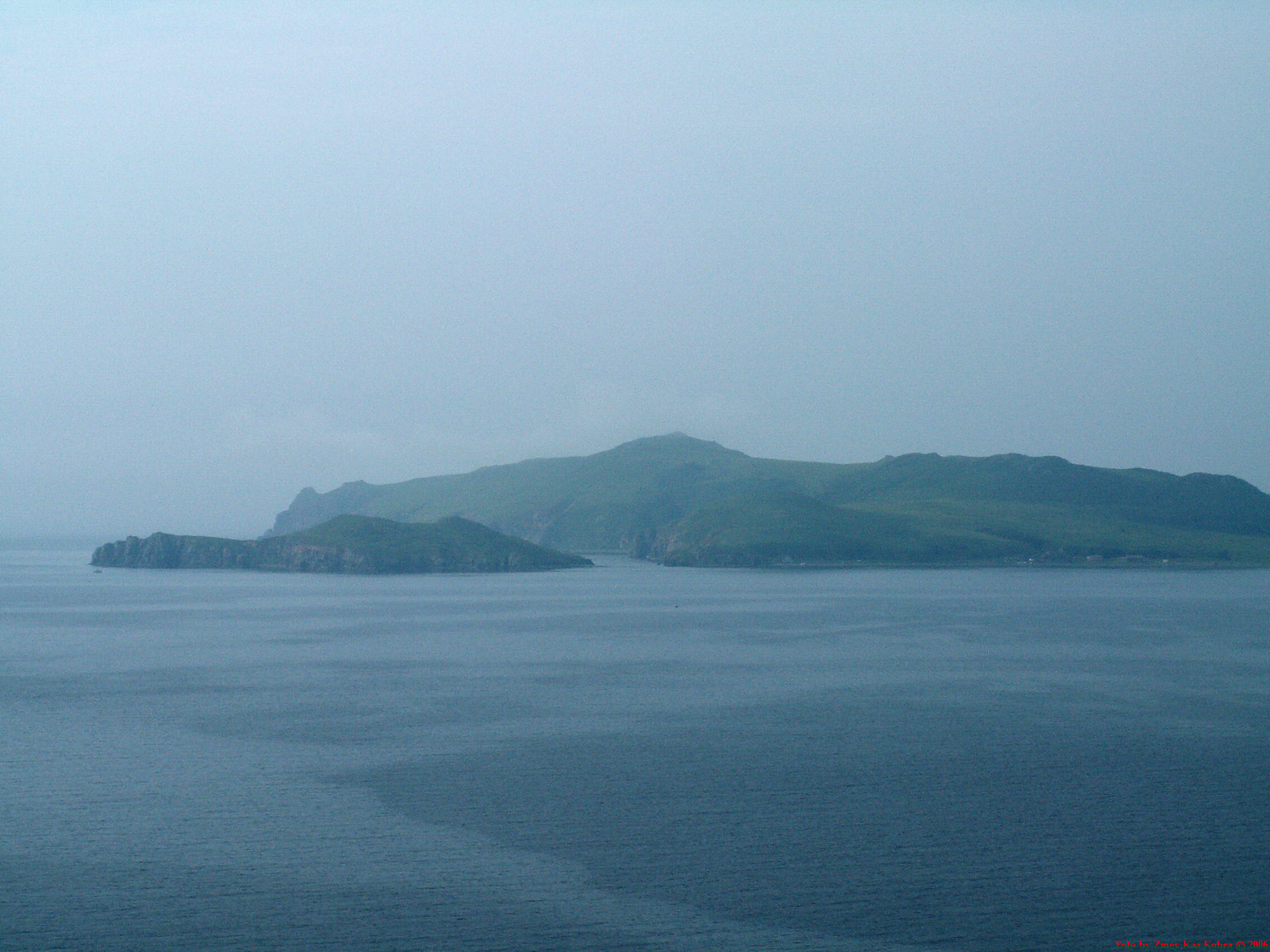
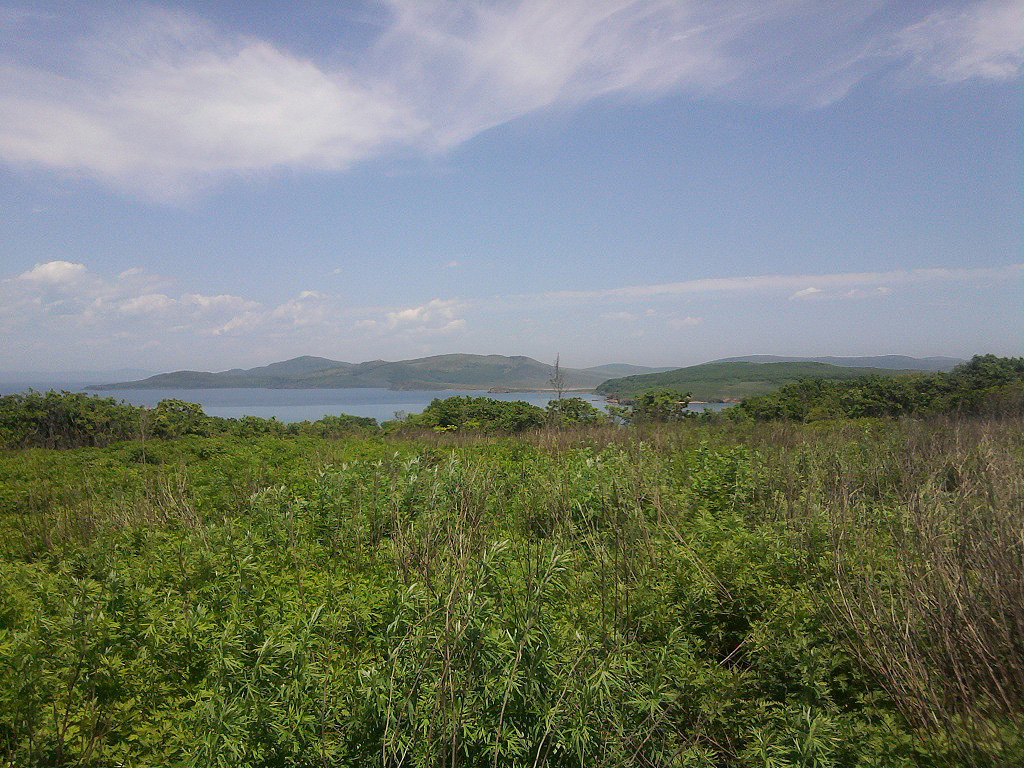